# (100855) 1998 HH37
(100855) 1998 HH37 es un asteroide perteneciente al cinturón de asteroides, región del sistema solar que se encuentra entre las órbitas de Marte y Júpiter, más concretamente a la familia de Herta, descubierto el 20 de abril de 1998 por el equipo del Lincoln Near-Earth Asteroid Research desde el Laboratorio Lincoln, Socorro, Nuevo México, Estados Unidos.

## Designación y nombre
Designado provisionalmente como 1998 HH37. 

## Características orbitales
1998 HH37 está situado a una distancia media del Sol de 2,396 ua, pudiendo alejarse hasta 2,753 ua y acercarse hasta 2,039 ua. Su excentricidad es 0,149 y la inclinación orbital 1,288 grados. Emplea 1355,07 días en completar una órbita alrededor del Sol.

## Características físicas
La magnitud absoluta de 1998 HH37 es 16. 